# Purificateur d'air
 (mars 2015).
Si vous disposez d'ouvrages ou d'articles de référence ou si vous connaissez des sites web de qualité traitant du thème abordé ici, merci de compléter l'article en donnant les références utiles à sa vérifiabilité et en les liant à la section « Notes et références ».

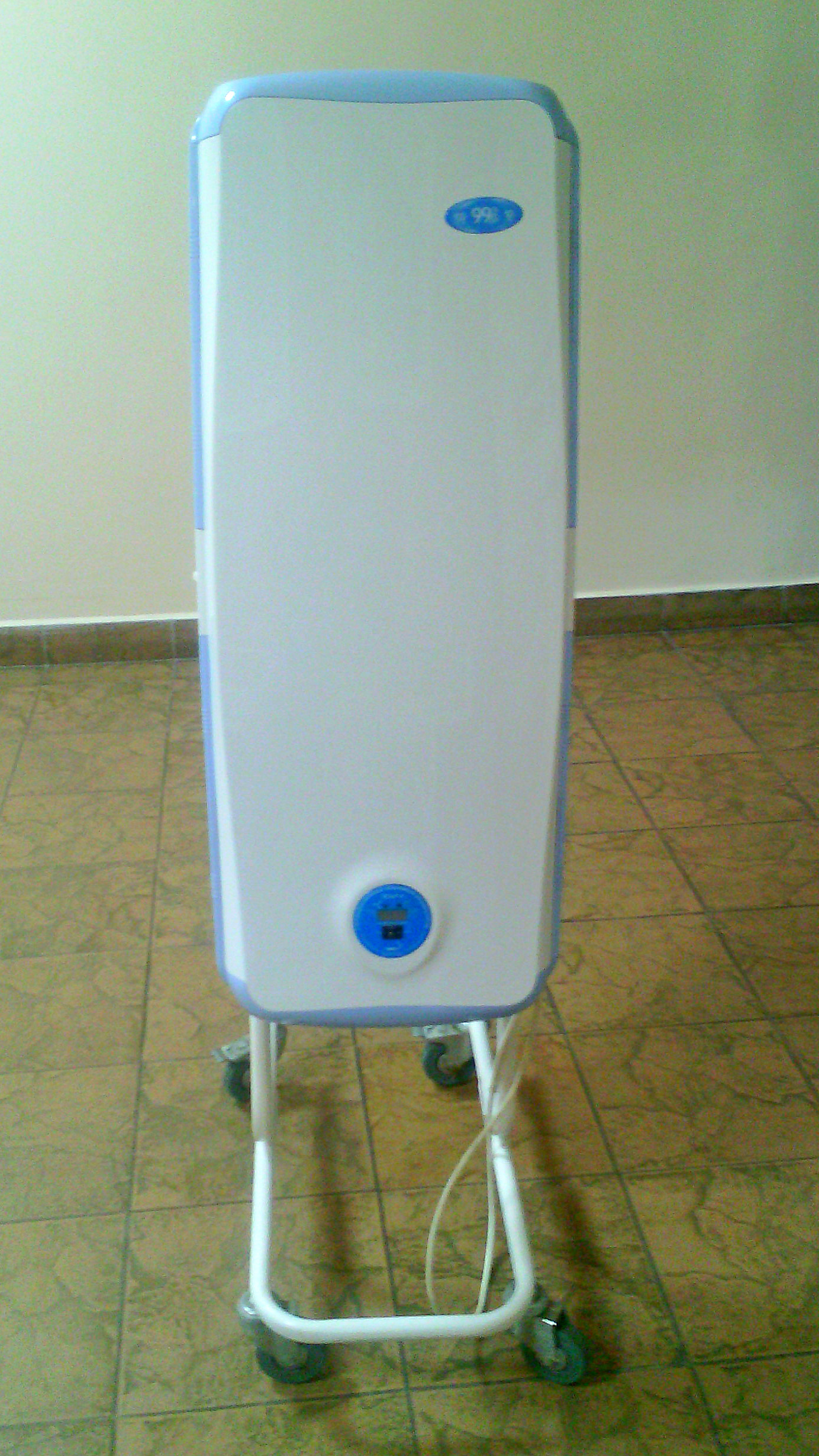
Purificateur d'air.

Un purificateur d'air est un appareil destiné à réduire la pollution domestique et industrielle. Il filtre l'air, élimine certains polluants, ainsi que les mauvaises odeurs.
Les purificateurs d'air sont employés par l'industrie pour filtrer et éliminer les résidus toxiques, dans les hôpitaux et les compagnies aériennes pour empêcher la propagation des virus et des bactéries. Ils sont également utilisés dans les bureaux et les maisons pour améliorer l'hygiène, la qualité de vie de chaque individu et diminuer les risques de contagion et de maladies.

## Fonctions

### Pollution de l'air intérieur
La pollution domestique est liée à la présence dans l'air de trois types de polluants :
- particulaires : ce sont des particules en suspension (particules fines, pollens, poils, acariens, etc.) ;
- chimiques, tels que les composés organiques volatils (COV), ou les oxydes d'azote ;
- biologiques : virus, bactéries, moisissures.

Ces pollutions sont cancérigènes et allergènes. La pollution domestique est due aux pots d'échappement des voitures, aux résidus des produits ménagers et aux matériaux de construction utilisés. Elle augmente fortement le taux de mortalité des actifs[réf. nécessaire].
La pollution domestique, dénoncée par les associations de consommateurs telles que l'UFC-Que Choisir, est la cause de nombreuses allergies, cancers, difficultés respiratoires, asthme, problèmes cardiovasculaires et de reproduction, de maladies génétiques. Cette pollution est aussi la source d'expansion des maladies virales (grippe…) et des bactéries (infections nosocomiales, staphylocoque, streptocoque, etc.).
De nombreux produits ménagers (détergents, parfums d'intérieurs, etc.), et certains matériaux de construction et de rénovation (solvants, moquettes, peintures, etc.) détériorent la qualité de l'air et sont une cause importante de maladies graves. 70 à 90 % de notre temps est passé dans des espaces clos et l'homme respire plus de 15 000 litres d'air par jour, faisant de la pollution intérieure une menace importante pour la santé.
Des mesures collectives réglementant les matériaux de construction pour prévenir la pollution domestique ont été introduites à la suite du Grenelle de l'Environnement.

### Traitement de l'air
Le purificateur d'air vise à réduire la surexposition aux pollens, allergènes, et aux polluants atmosphériques microbiens (virus et bactéries) et chimiques (détergents, solvants et oxyde d'azote[réf. nécessaire]).

### Début des normes et certifications
De nombreuses sociétés proposent des solutions pour traiter l'air de sa maison de manière individuelle, depuis 2018, il existe une certification pour    les appareils et les usines qui les fabriques. Ces certifications reposent sur la norme NF536 qui se repose elle même sur l’ISO 9001 et la NF B44-200 (méthode d’essai pour épurateurs d'air autonomes pour applications tertiaires et résidentielles).

## Typologie
Pour les traitements de la pollution domestique mais aussi industrielle, on distingue généralement six types de purificateurs d'air :
- par filtration ;
- par ioniseur ;
- par combustion ;
- par plasma[Quoi ?] ;
- par photocatalyse ;
- par électrofiltration ;
- par adsorption.

Les purificateurs par photocatalyse combinent la filtration et la destruction de la pollution chimique et domestique (particules volatiles, allergènes, virus et bactéries, etc.), ils sont généralement employés dans un bureau ou dans une maison[réf. nécessaire].

### Purificateur d'air par filtrage

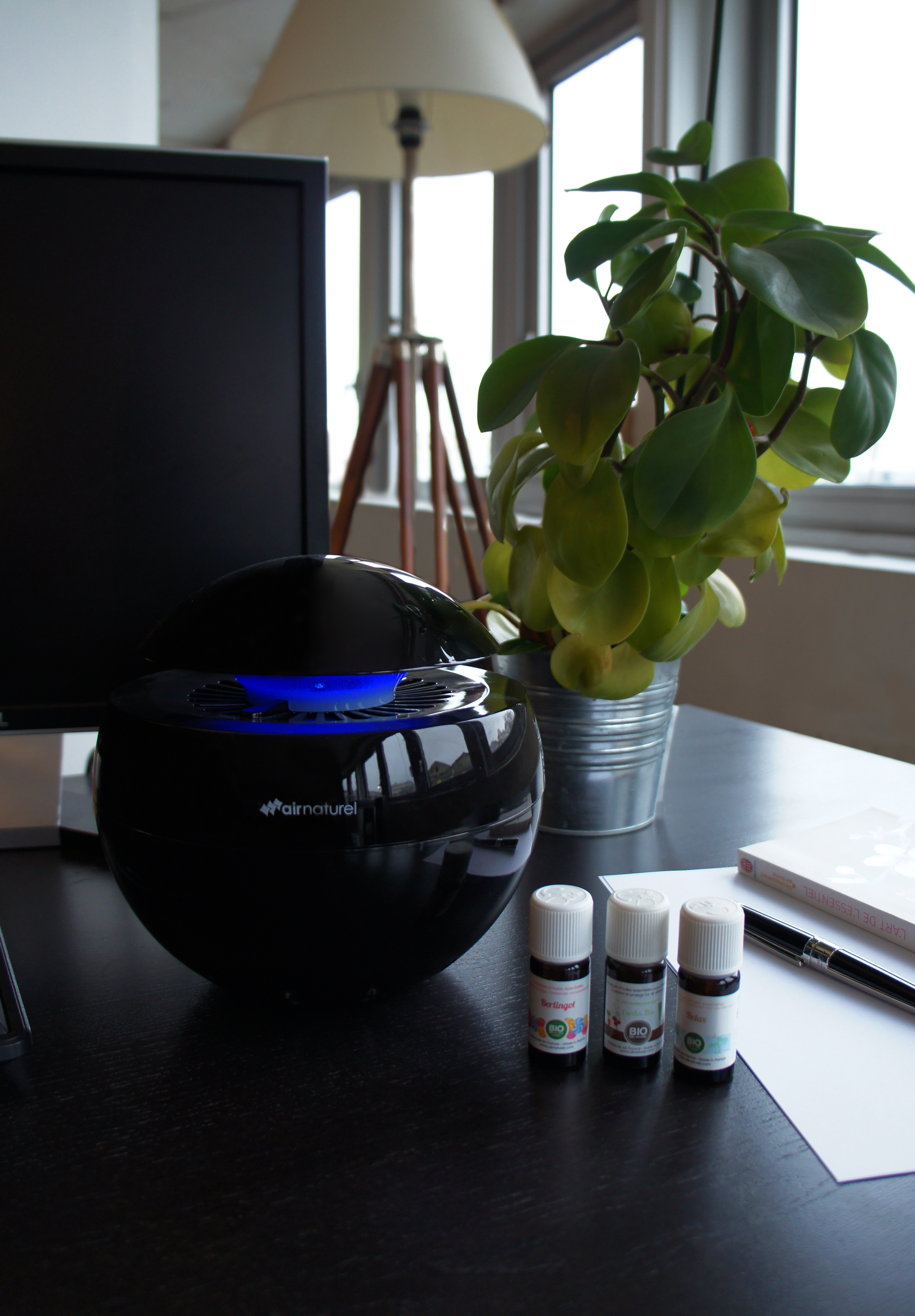
Purificateur d'air avec filtre.

Les purificateurs par filtrage ne détruisent pas la pollution domestique. Ils la filtrent :
- soit à partir de filtres de haute capacité ;
- soit à l'aide d'un ioniseur.

Pour détruire la pollution de l'air et les résidus volatils, il convient d'utiliser un autre type de purificateur en complément.

#### Filtre HEPA
Le filtre HEPA (High Efficiency Particulate Air filter) sert à filtrer les allergènes, et pollens, mais reste inutile pour les polluants chimiques. Selon sa classification, il peut filtrer des éléments plus ou moins fins, pouvant même filtrer les bactéries et virus dans certains cas.

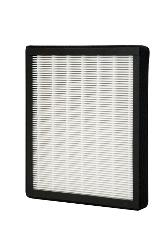
Filtre HEPA.

Les filtres les moins fins sont utilisés dans de très nombreuses applications : climatiseurs (à usage domestique, bureaux, voitures, avions, etc.), aspirateurs… Leur coût est faible, ce qui permet de les utiliser abondamment dans les systèmes de traitement d'air.
Les filtres les plus fins sont utilisés dans les milieux hospitaliers et dans les salles blanches. Leur coût est élevé, et la procédure de remplacement du filtre est stricte, ce qui réduit ses possibilités d'utilisation domestique et individuelle.

##### Avantages
Selon sa classification, un filtre HEPA est un filtre qui peut être cent fois plus fin que les filtres ordinaires, avec un taux d'efficacité de 99,97 % pour les particules d'un diamètre de 0,3 μm ou plus.

##### Inconvénients
Ce purificateur n'a pas d'action sur les polluants chimiques (détergent ménager, pollution atmosphérique, etc.). En usage domestique, il n'est pas assez fin pour avoir d'action sur les virus.

### Ioniseur d'air
La purification d'air par ionisation produit une réaction électrique : il génère des ions négatifs (anions) qui amalgament les particules fines en suspension. En les chargeant négativement, la poussière, les allergènes, les pollens, les spores de moisissures et les biocontaminants sont attirés vers le sol et éliminés de l'air ambiant.

#### Avantages
L'ionisation de l'air est une technologie silencieuse, peu consommatrice d'énergie et écologique. Elle est efficace contre les nanoparticules.

#### Inconvénients
Les ioniseurs précipitent par attraction électrostatique, mais ne les détruisent pas. Les particules sont éliminées de l’air, en revanche il faut nettoyer le sol régulièrement pour supprimer complètement les particules polluantes. Les ioniseurs éliminent les polluants particulaires et biologiques, mais ne traitent pas les polluants chimiques de type industriel et domestique (COV).
Il existe des normes vérifiant l’absence d’émission d’ozone pour les purificateurs d’air. Dans la pratique, toutes ces normes (européenne, américaine, chinoise) vérifient que la concentration en ozone de l’air soufflé par le purificateur d’air ne dépasse pas 5 ppb. En cas d’utilisation d’un ioniseur pour purifier l’air, il est important de s’assurer que cet appareil respecte la norme en vigueur, en effet des études ont montré que certains ioniseurs produisaient une pollution à l'ozone,, qui même en très petite quantité est très nocive pour la santé, provoquant des douleurs de poitrine, de l'asthme et des difficultés respiratoires. Les ioniseurs produisant de l'ozone sont jugés dangereux pour la santé par Santé Canada, par l'Agence américaine de protection de l'environnement.

### Purificateur d'air par combustion
Les purificateurs d'air par combustion détruisent les particules en brûlant les particules nocives ou en élevant la température de l'air. Ils rejettent de l'air purifié mais augmentent la concentration d'ozone (O3) dans l'air, génèrent une odeur désagréable et augmentent la température ambiante.

#### Combustion simple
La purification d'air par combustion est réalisée à l'aide d'un appareil en céramique, où l'air entre par l'action d'un ventilateur, qui chauffe l'air à plus de 200 °C, brûlant ainsi les polluants biologiques (micro-organismes, moisissures, etc.). L'air aspiré par l'appareil passe ensuite dans une chambre de refroidissement avant d'être libéré de nouveau dans la pièce.

##### Avantages
Il brûle les polluants biologiques (micro-organismes, moisissures, etc.).

##### Inconvénients
Le processus est long et n'est efficace que dans des espaces relativement réduits. Il n'a qu'une faible action sur les pollutions chimiques domestiques (solvants, détergents, oxyde d'azote, etc.) qui nécessitent, pour une disparition complète, une combustion à plus de 1 000 °C.

### Purificateur d'air par plasma
La purification d'air par plasma froid est une technologie qui propulse dans l'appareil purificateur de l'air sous sa forme plasma. Sous cette forme, les radicaux libres de l'air oxydent et détruisent facilement les particules nocives (COV) et les virus. Pour des raisons de coût de mise en œuvre, cette technique est généralement mieux adaptée aux usages industriels qu'à la purification d'air domestique.

#### Inconvénients
L'inconvénient principal de cette technologie est son coût d'acquisition : issue de la conquête spatiale, elle n'est maîtrisée que par un très faible nombre de sociétés.

### Purificateur d'air par photocatalyse
(février 2010).
Le traitement de l'air par photocatalyse, l'une des multiples applications d'un phénomène, naturel, découvert et mis au point en 1967 par Akira Fujishima (en).[réf. nécessaire]
Grâce à l'action de la lumière (naturelle ou artificielle) et d'un catalyseur, une réaction chimique se produit. Ce phénomène a trouvé de nombreuses applications telles que la fabrication de vitres autonettoyantes et le traitement de l'air domestique.

#### Fonctionnement
Le purificateur d'air par photocatalyse combine la filtration des particules volatiles et la destruction des virus et des bactéries, solvants, détergents et oxydes d'azote (NOx).[réf. nécessaire] Il se compose d'un ventilateur, qui capture les particules, d'une lampe ultraviolette de type UV-A (ou UV-C), et d'un média catalytique, par exemple du dioxyde de titane (TiO2).
Au contact des ultraviolets, le catalyseur (le dioxyde de titane) devient un oxydant qui détruit les odeurs, les composés organiques volatils (COV), allergènes et pollens), les résidus de la pollution chimique et atmosphérique tels que les oxydes d'azote rejetés par les pots d'échappement. Le catalyseur détruit aussi les bactéries et les virus[réf. nécessaire].

##### Avantages
Ce type de purificateur sert au traitement de la pollution domestique ou des entreprises. Les résidus et particules présents dans les espaces clos sont filtrés puis détruits. En fonction de la qualité des équipements photocatalytiques, la pollution biologique et chimique est éliminée dans un volume étendu sans élever la température ambiante, sans produire d'ozone ni d'odeurs,,. La photocatalyse permet de détruire à température ambiante et sans ajout de composés, les pollutions organiques, chimiques et mauvaises odeurs qui se trouvent dans l’air pour les transformer en vapeur d'eau et dioxyde de carbone lorsque la réaction est totale. En utilisant la photocatalyse, on ne rejette a priori pas d’ozone, les molécules polluantes sont détruites à l’intérieur de la machine. On ne peut pas détruire tous les polluants en un seul passage ce qui peut impliquer la création de sous-produits parfois plus toxiques que les polluants primaires.

##### Inconvénients
La photocatalyse fonctionne uniquement si le média catalytique (généralement du TiO2) est exempt de toute impureté (poussières, résidus de dégradations). La photocatalyse détruit uniquement les composés aériens qui restent suffisamment longtemps en contact avec la surface du média photocatalytique pour être décomposés. Un bref contact peut générer des sous-composés de dégradation plus toxiques que la molécule initialement entrée dans ce type d'appareillage.
Enfin, les statistiques sont assez défavorables à ce type de dispositif. En effet, ces appareils doivent brasser un maximum d'air pour avoir une chance de faire passer les particules dans l'appareil. Ils sont donc en général assez bruyants. D'autre part, les particules une fois à l'intérieur de l'appareil doivent rester en contact avec le média catalytique assez longtemps pour assurer une dégradation totale, ce qui reste difficile à concilier avec un gros débit d'air.

### Purificateur d'air par adsorption
Le traitement de l'air par adsorption consiste à faire passer l'air sur des composés réactifs qui vont adsorber les polluants, c'est-à-dire les fixer en surface. Les composés réactifs captent la pollution, et il faut donc les changer régulièrement.

### Purificateur d’air par traitement ultraviolet
Les purificateurs d’air aux UV détruisent les micro-organismes, tels que les virus, les bactéries, les moisissures, les spores, et oxydent les odeurs et les composés organiques volatils (COV) qui circulent dans l’air ambiant intérieur.
Ces purificateurs d’air aux UV utilisent des lampes spéciales qui produisent les mêmes longueurs d’onde que celles du soleil. En effet, le soleil produit un rayonnement UV (ultraviolets) spécifique qui détruit et désactive les contaminants se trouvant dans l’atmosphère. Tout comme les rayons solaires, ces purificateurs apportent le même processus naturel de purification dans les maisons et les bâtiments.
Rayons UVC et UVV
La lumière ultraviolette (UV) est une forme de lumière invisible pour l’œil humain. Elle occupe la partie du spectre électromagnétique comprise entre les rayons X et la lumière visible. Le soleil émet de la lumière ultraviolette ; cependant, la plus grande partie en est absorbée par la couche d’ozone terrestre.
Les émissions de rayons UVC (254 nm) et UVV (185 nm) produites par les purificateurs aux UV sont identiques à celles produites par le soleil. Le rayonnement UVC attaque les micro-organismes au niveau moléculaire en rendant leur ADN ou leur ARN inopérant. En détruisant ainsi leur code génétique, les micro-organismes ne peuvent plus se reproduire et en conséquence sont incapables d’infecter un hôte. Dans un autre registre, le rayonnement UVV est suffisamment puissant pour dégrader les composés organiques volatils (COV) et les molécules odorantes par photo-oxydation.
Différents types de purificateurs aux UV
La plupart des purificateurs sur le marché ne sont équipés que de la longueur d’onde UVC pour la désactivation des bactéries et des virus. Ceux-ci n’éliminent donc pas les odeurs et les COV. Seuls quelques fabricants proposent des purificateurs qui combinent les UVC et les UVV ; ces derniers oxydant les odeurs[Quoi ?] et les COV selon un processus de dégradation par réaction avec des radicaux hydroxyle générés par le bombardement UVV des molécules d'oxygène et d’eau. Le processus est en effet d’autant plus efficace que l’air est humide.
Les bâtiments ayant des systèmes de climatisation centrale peuvent être équipés de purificateurs installés directement dans les conduits du système de climatisation, qui vont traiter tout l’air intérieur. Au contraire, les bâtiments sans système central peuvent avoir recours à des purificateurs aux UV portables ou installés au mur, qui agiront sur une plus petite surface, comme une chambre, une salle de classe, un bureau.

#### Avantages
La purification de l’air aux UV permet de détruire tous les types de micro-organismes dans l’air sans laisser de résidus chimiques. C’est un processus naturel, propre et économique. En effet, le coût de remplacement des lampes UV se fait sur une base annuelle, voire tous les deux ou trois ans chez certains fabricants. Aucun autre entretien n’est nécessaire si ce n’est de remplacer les filtres lorsqu’il en a.

##### Inconvénients
Il faut absolument éviter d’ouvrir l’appareil en marche et de regarder directement la lampe UV lorsque celle-ci est allumée au risque de causer de sérieuses blessures aux yeux ainsi qu’à la peau.

### Électrofiltre ou précipitateur électrostatique
La précipitation électrostatique, également appelée électrofiltration, est une méthode de filtration de l’air utilisant la ionisation de l’air et la force de Coulomb s’appliquant aux particules. Dans la pratique, l’air passe au travers d’un filtre, dont le premier étage contient un mode de génération d’ions, qui charge les particules électrostatiquement. Les particules passent ensuite dans un système de plaques polarisées alternativement à des tensions différentes, de manière à générer un champ électrique intense entre les plaques. Ce champ électrique applique une force de Coulomb sur les particules chargées, les attirant vers certaines plaques. Les particules sont ainsi piégées dans le filtre.

#### Avantages
L’électrofiltration est une technologie efficace et peu consommatrice d'énergie, qui évite l’emploi de filtres jetables car le filtre formé par les plaques peut être nettoyé. Elle consomme peu d’énergie car son filtre formé par des plaques freine peu le passage de l’air, ce qui évite l’emploi d’un ventilateur puissant. Cette méthode de filtration peut donc être utilisée dans des systèmes sensibles aux pertes de charges aérauliques. Elle est efficace contre les polluants particulaires et biologiques.
Cette technologie robuste permet aussi de stocker une grande quantité de particules, d’où son usage habituel dans l’industrie pour capturer des effluents de combustion. On la trouve désormais dans des purificateurs d’air pour ces mêmes avantages.

#### Inconvénients
Les électrofiltres présentent un risque d’émission d’ozone similaire à celui des ioniseurs. La même norme sur l’ozone s’appliquant aux purificateurs permet de vérifier qu’un purificateur d’air utilisant l’électrofiltration n’émet pas de quantité nuisible d’ozone.